# Grotta di Su Coloru
La grotta di Su Coloru (grotta de Su Coloru in sardo) è una cavita carsica lunga circa 600 metri che si trova nel territorio di Laerru, in Sardegna, nella subregione storica dell'Anglona, nella città metropolitana di Sassari. Deve il suo nome al colubro, un serpente che ricorda le sue forme tortuose.
La grotta è famosa per aver restituito reperti umani ascrivibili al Mesolitico (9.000 anni fa circa), periodo di transizione fra il Paleolitico e il Neolitico. Si tratterebbe di popolazioni provenienti dall'arcipelago toscano portatrici della facies detta "Epipaleolitico indifferenziato", giunte in Sardegna e in Corsica via mare, attraverso rudimentali imbarcazioni.